# Edir Macedo

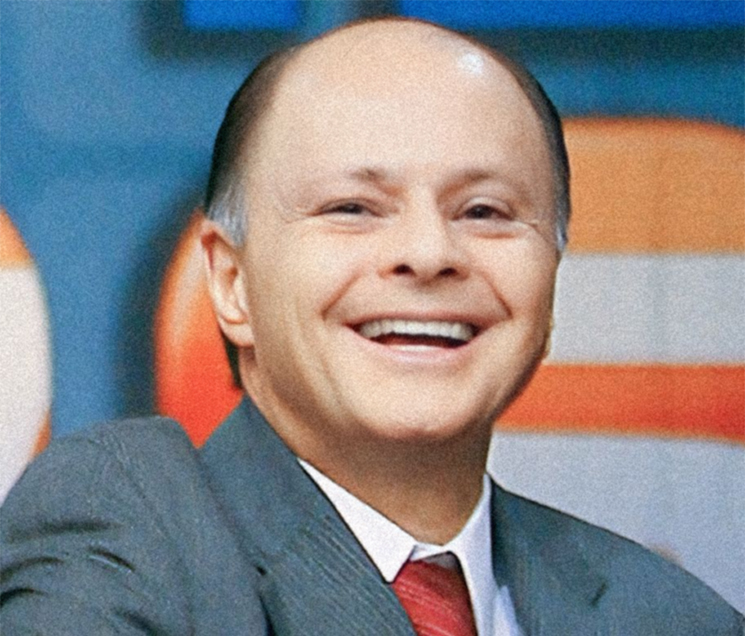
Edir Macedo, 2007

Edir Macedo (* 18. Februar 1945 in Rio das Flores, Bundesstaat Rio de Janeiro) ist ein brasilianischer Unternehmer und Begründer und selbsternannter Bischof der Igreja Universal do Reino de Deus (IURD), eine als Wirtschaftsunternehmen strukturierte neo-charismatische Denomination der Pfingstbewegung mit ca. 8 Millionen Anhängern weltweit und dem Hauptsitz in Rio de Janeiro. Er ist u. a. Eigentümer eines weltlichen Firmenkonglomerats mit Verlagen, Supermärkten, Reisebüros, Holzfabriken, Immobilien-Unternehmen und vor allem einem Medienimperium mit Dutzenden von Fernseh- und Radiostationen im ganzen Land, darunter der brasilianische TV-Sender Rede Record, den er 1989 für 45 Millionen US-Dollar kaufte. Laut Forbes (2013) ist Macedo der mit Abstand reichste Pastor in Brasilien. 2013 wurde sein Vermögen auf 950 Millionen bis 1,2 Milliarden US-Dollar geschätzt. Macedo lebt mit seiner Familie in New York City.

## Leben
Nach seiner Schulzeit war Macedo als Lotterieverkäufer in Brasilien tätig. Macedo verließ die römisch-katholische Kirche, weil er zuvor eine emotionale Enttäuschung in seinem Privatleben erlebt hatte. Daraufhin gründete er 1977 eine eigenständige pfingstlerische Kirche, die Igreja Universal do Reino de Deus (deutsch: Universalkirche des Reiches Gottes) in Rio de Janeiro.
Edir Macedo, der sich Bischof nennt, predigt nicht nur die Liebe Gottes; der Gründer der fundamentalistischen Freikirche ist auch ein Meister im Eintreiben von Spenden. Die „Universalkirche“ ist mit rund acht Millionen Mitgliedern weltweit eine der größten Kirchen Brasiliens und drängt die katholische Kirche immer weiter zurück. In fünftausend Zentren werden Millionen Gläubige mit fragwürdigen Methoden indoktriniert. Obwohl er immer wieder in Skandale verwickelt war, blüht sein „Gottesreich“ prächtig. 2009 geriet Macedo in eine Affäre wegen Spendenveruntreuung und wurde wegen Gründung einer kriminellen Vereinigung von der brasilianischen Staatsanwaltschaft angeklagt. Dabei ging es um etwa 1,5 Milliarden Euro, die die „Universalkirche“ zwischen 2003 und 2008 auf Umwegen in brasilianischen Unternehmen, u. a. auch in Schmuck, angelegt haben soll. Seither ermitteln die Staatsanwaltschaften in New York City und in São Paulo aufgrund unklarer Finanztransaktionen gemeinsam gegen die Universalkirche. Ende April 2010 sagten zwei Devisenhändler aus, zwischen 1995 und 2001 etwa 5 Millionen Real (2,2 Millionen Euro) monatlich illegal aus Brasilien in die USA geschleust zu haben. Insgesamt ging es um etwa 400 Millionen Real (180 Millionen Euro).
Die Anklage hielt der Bewegung vor, Spenden mit Hilfe ausländischer Strohfirmen für den Aufbau von Medienorganisationen verwendet zu haben. Die brasilianische Verfassung erlaubt religiösen Organisationen nur, Einrichtungen zur Glaubensausübung zu finanzieren. Zu Macedo's Kirche gehört der Fernsehsender Rede Record, mehrere Radiostationen und drei Tageszeitungen sowie ein Reiseunternehmen und eine Lufttaxi Fluggesellschaft. Ihr politischer Arm, die Republikanische Partei Brasiliens, ist im Parlament mit 35 Abgeordneten vertreten und unterstützte den ehemaligen Staatspräsidenten Luiz Inácio Lula da Silva. In ihren Medien bezeichnete die „Universalkirche“ die Anklage als Verleumdungskampagne. Frühere Ermittlungen gegen die Kirche wegen Unterschlagung und Steuerhinterziehung waren ergebnislos geblieben.

## Imperiumsaufbau
Ein großer Teil des Vermögens stammt von Spenden: Die Universalkirche verlangt von ihren Gläubigen mindestens zehn Prozent des Einkommens, die aber nur für kirchliche Zwecke gebraucht werden dürften. Macedo war schon im Gefängnis, weil er sich als Teufelsaustreiber, Wunderheiler und Scharlatan hervorgetan hat. Er peitscht die Gläubigen emotional derart auf, dass es oft zu Massenhysterien kommt. Mehrfach füllte er das größte Fußballstadion von Rio mit Hunderttausenden Anhängern. Tausende warfen bei den Gottesdiensten Brillen und Stöcke auf den Rasen, weil sie in ihrer Euphorie glaubten, sie seien geheilt worden.
Auf seinen eigenen TV-Kanälen lässt Sektenführer Macedo Gläubige auftreten, die behaupten, von Aids, Krebs und Lähmungen genesen zu sein. Boris Herrmann schreibt in seinem Artikel zum brasilianischen Fernsehprogramm: „Das Programm besteht vor allem aus moralischer Lehrmeisterei, es ist offen schwulenfeindlich und tendenziell anti-islamistisch.“ Macedo hat auch Kontrolle über eine Partei namens Partido Republicano Brasileiro, die im Nationalkongress Abgeordnete stellt. Seine Anhänger bekleiden politische Ämter, zum Beispiel das Amt des 2017 gewählten Bürgermeisters von Rio de Janeiro, Marcelo Crivella.
Zwischenzeitlich überlegte Macedo, bei Wahlen anzutreten, um in Brasilien „einen theokratischen Staat zu errichten“. Zeitweise unterstützte er die Regierung von Jair Bolsonaro.
Sein Sender Record finanzierte den 2018 erschienenen Kinofilm Nada a perder (Nichts zu verlieren) über Edir Macedos Leben, der auf seiner Autobiografie beruht, von Kritikern als Glorifizierung bezeichnet wird und der mit Gratistickets in den Kirchen zum Blockbuster gemacht wird. Ein zweiter Teil wurde 2019 veröffentlicht.
Im Zuge der COVID-19-Pandemie in Brasilien sorgte Macedo für Unmut, als er das Coronavirus als Erfindung der Medien bzw. „Strafe Satans“ bezeichnete.

## Audio
- Brasilianische Freikirche in Berlin „Das Geld ist der Grundstein im Werk Gottes“, von Peter B. Schumann, Deutschlandfunk Kultur 6. Oktober 2019